# Murska Sobota Storks
I Murska Sobota Storks sono una squadra di football americano di Murska Sobota, in Slovenia, fondata nel 2011.

## Dettaglio stagioni

### Tornei nazionali

#### Campionato

##### 1. SLAN
| Stagione | regular season | regular season | regular season | regular season | regular season | regular season | playoff | playoff | playoff | playoff | playoff | playoff   | playoff    |
|          | Vin            | Par            | Per            | Tot            | PF             | PS             | Vin     | Per     | Tot     | PF      | PS      | risultato | avversaria |
| -------- | -------------- | -------------- | -------------- | -------------- | -------------- | -------------- | ------- | ------- | ------- | ------- | ------- | --------- | ---------- |
| 2019     | 1              | 0              | 2              | 3              | 30             | 50             | -       | -       | -       | -       | -       | -         | -          |
| Totale   | 1              | 0              | 2              | 3              | 30             | 50             | -       | -       | -       | -       | -       |           |            |

Fonti: Enciclopedia del Football - A cura di Roberto Mezzetti

##### 2. SLAN
| Stagione | regular season | regular season | regular season | regular season | regular season | regular season | playoff | playoff | playoff | playoff | playoff | playoff      | playoff                       |
|          | Vin            | Par            | Per            | Tot            | PF             | PS             | Vin     | Per     | Tot     | PF      | PS      | risultato    | avversaria                    |
| -------- | -------------- | -------------- | -------------- | -------------- | -------------- | -------------- | ------- | ------- | ------- | ------- | ------- | ------------ | ----------------------------- |
| 2016     | 1              | 0              | 3              | 4              | 56             | 50             | -       | -       | -       | -       | -       | Quarto posto | -                             |
| 2017     | 1              | 0              | 2              | 3              | 28             | 89             | 1       | 0       | 1       | 20      | 16      | Terzo posto  | Slovenska Bistrica Werewolves |
| 2018     | 0              | 0              | 3              | 3              | 20             | 73             | 1       | 0       | 1       | 28      | 14      | Terzo posto  | Ljubljana Silverhawks 2       |
| Totale   | 2              | 0              | 8              | 10             | 104            | 212            | 2       | 0       | 2       | 48      | 30      |              |                               |

Fonti: Enciclopedia del Football - A cura di Roberto Mezzetti